# كفر روم
كفرروم  قرية سوريّة تتبع إداريّاً لمحافظة حلب منطقة عفرين ناحية شران، بلغ تعداد سكانها 119 نسمة حسب التعداد السكاني لعام 2004.